# Vuelo 117 de Air France
El vuelo 117 de Air France era un vuelo internacional regular de Air France de varios tramos desde el aeropuerto de París-Orly (Francia) a través de Lisboa (Portugal), las Azores (Portugal), Guadalupe (Francia) y Perú hasta Santiago de Chile (Chile), que se estrelló el 22 de junio de 1962. El avión Boeing 707–328 involucrado en el accidente tenía solo cuatro meses de edad.

## Accidente
El vuelo transcurrió sin incidentes hasta llegar a Pointe-à-Pitre. El aeropuerto está rodeado de montañas y requiere un fuerte descenso. El tiempo era malo: tormenta violenta y techo de nubes bajas. La baliza de navegación VOR estaba fuera de servicio. La tripulación se informó sobre la baliza no direccional (NDB) a 5,000 pies (1,524 m) y giraron hacia el este para comenzar la aproximación final. Debido a lecturas incorrectas del radiogoniómetro automático (ADF) causadas por la tormenta eléctrica, el avión se desvió 15 km (9,3 millas) al oeste de la ruta de descenso del procedimiento. El avión se estrelló en un bosque en una colina llamada Dos D'Ane ("The Donkey's Back"), a unos 1.400 pies (427 m) y explotó. No hubo supervivientes. Entre los muertos se encontraban el político y héroe de guerra de la Guayana Francesa Justin Catayée y el poeta y activista de la conciencia negra Paul Niger.

## Investigación
La investigación no pudo determinar el motivo exacto del accidente, pero sospechó la insuficiente información meteorológica entregada a la tripulación, la falla del equipo de tierra y los efectos atmosféricos en el indicador ADF. Después del accidente, los pilotos de Air France criticaron los aeropuertos subdesarrollados con instalaciones que estaban mal equipadas para manejar aviones a reacción, como el aeropuerto de Guadalupe. Este fue el segundo accidente en menos de tres semanas con un Boeing 707 de Air France después del accidente. El 3 de junio de 1962, Tex Johnston, piloto de pruebas jefe de Boeing Aircraft Co. escribió en su autobiografía de los acontecimientos que condujeron al accidente. "Las tripulaciones de vuelo de Air France llegaban habitualmente tarde (para el entrenamiento de la tripulación por parte de Boeing) y, en ocasiones, el avión no recibía servicio... Después de mucho más, y en mi opinión, un entrenamiento de vuelo excesivo, el piloto jefe no calificó". Informó al director ejecutivo de Air France por escrito: "No creía que el capitán fuera capaz de clasificar en el 707". Más tarde, "...un instructor de Air France calificó al piloto principal. En su segundo viaje como capitán, se perdió una aproximación de mal tiempo y se estrelló contra una montaña".
Todavía quedan algunos escombros en el sitio, donde se colocó un monumento conmemorativo en 2002 para conmemorar el 40 aniversario del accidente. La carretera que conduce al sitio se llama Route du Boeing en memoria del accidente.
Air France utiliza actualmente este número de vuelo en un vuelo de Shanghái-Pudong a París-Charles de Gaulle con un Boeing 777.

## Monumentos
Varias estelas conmemorativas fueron erigidas en el lugar del accidente en la montaña Dos d'Âne el 22 de junio de 1962, luego en 2002 con una estela oficial de la comuna y la región con la lista de todas las víctimas.

## En la cultura popular
Canción: Volé Boeing-la, de Gérard La Viny, 1962 (homenaje a las víctimas de las que murió su padre en el accidente).